# Сейдол
Сейдол е село в Североизточна България. Селото се намира в община Лозница, област Разград.

## Население
Численост на населението според преброяванията през годините:
| \| Година на преброяване \| Численост \| \| --------------------- \| --------- \| \| 1934 \| 756 \| \| 1946 \| 671 \| \| 1956 \| 578 \| \| 1965 \| 448 \| \| 1975 \| 604 \| \| 1985 \| 616 \| \| 1992 \| 585 \| \| 2001 \| 532 \| \| 2011 \| 529 \| \| 2021 \| 481 \| |           |
| Година на преброяване | Численост |
| 1934 | 756       |
| 1946 | 671       |
| 1956 | 578       |
| 1965 | 448       |
| 1975 | 604       |
| 1985 | 616       |
| 1992 | 585       |
| 2001 | 532       |
| 2011 | 529       |
| 2021 | 481       |

### Етнически състав
Преброяване на населението през 2011 г.
Численост и дял на етническите групи според преброяването на населението през 2011 г.:
|                     | Численост | Дял (в %) |
| Общо                | 529       | 100.00    |
| Българи             | 302       | 57.08     |
| Турци               | 10        | 1.89      |
| Цигани              | 3         | 0.56      |
| Други               | 21        | 3.96      |
| Не се самоопределят | 3         | 0.56      |
| Неотговорили        | 190       | 35.91     |

## Културни и природни забележителности
В селото има музей, зоокът, основно училище, детска градина, читалище и екопътека.
На север от селището е основният извор на река Бели Лом и местността „Тюлбето“.

## Редовни събития
- Ежегоден събор на 6 май в местността Тюлбето

## Спорт
ФК Сейдол (Сейдол) е отбор от село Сейдол. Основан е през 2007 г. Състезава се в „А“ ОФГ Разград – „Запад“. Отборът е наследник на ФК „Червена звезда“ (Сейдол), основан 1978 г. Отборът се състезава със завиден за размерите на селото успех и успява да достигне до „Б“ регионална група. След разпадането на състава през 1992 г.селото остава без отбор цели 15 години. Отборът е възстановен през лятото на 2007 година, като съставът му е изграден изцяло от млади и перспективни играчи.
След първия си сезон отборът се класира на 8 място в своята група, пред отбора на „Вихър“ (Завет).
Стадионът в селото е с размери 80/40 и е в лошо състояние.

## Личности
- Христофор Иванов (р. 1929), български политик от БКП